# Релейний захист
Реле́йний за́хист (РЗ) здійснює безперервне стеження за станом усіх складових електроенергетичної системи і відповідає на виникнення несправностей та незадовільних режимів роботи. У разі виникнення пошкоджень, РЗ повинен виявити несправну ділянку і відокремити її від електричної мережі, шляхом впливу на  первинне комутаційне обладнання, призначене для розмикання струмів аварійного режиму.

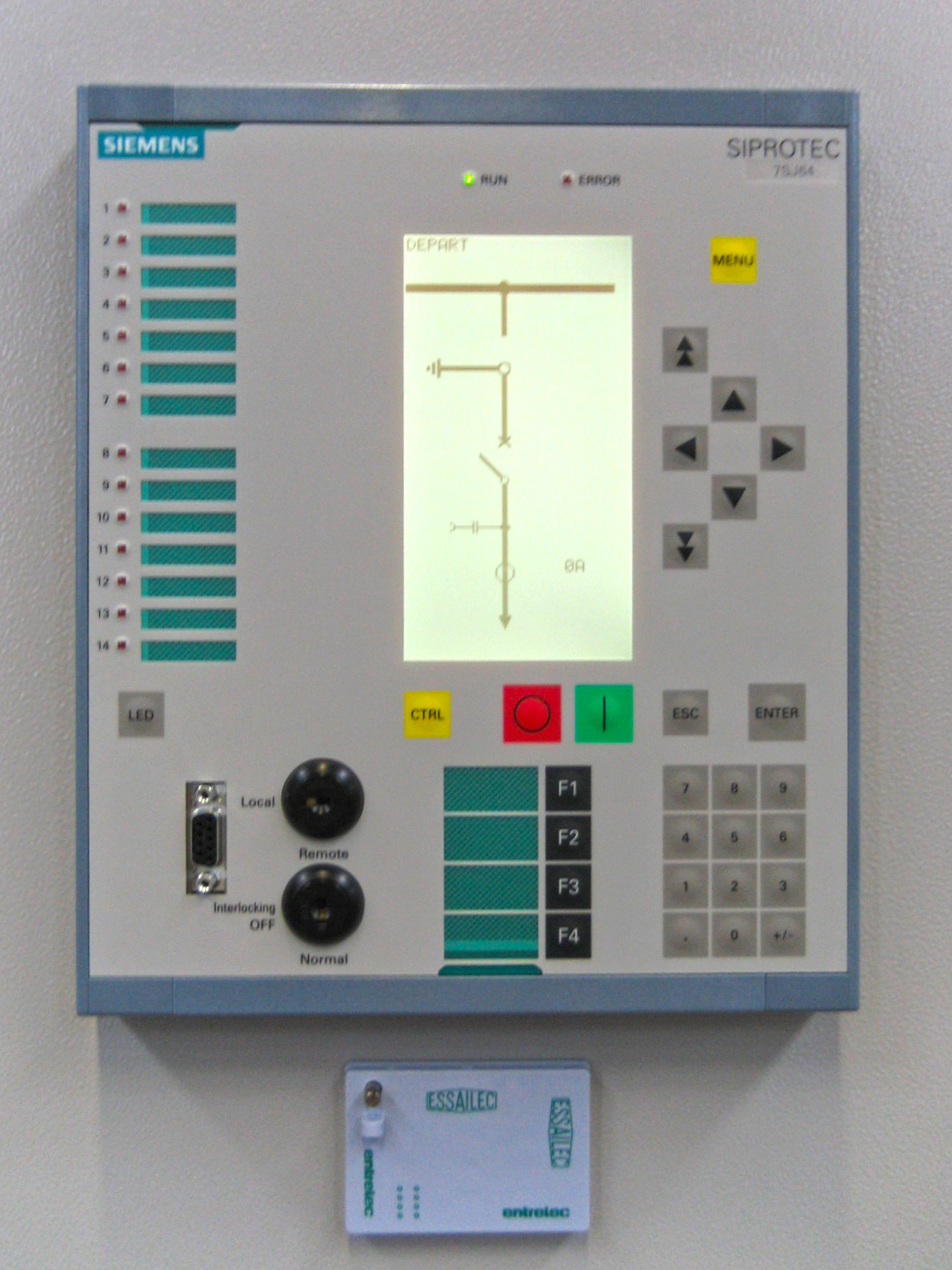
Цифрове (числове) багатофункціональне реле захисту для розподільних мереж. Один з таких пристроїв, може замінити багато одноманітних електромеханічних реле, а також забезпечує самоперевірку та зв'язкові завдання.

## Призначення
За виникнення збоїв енергомережі, релейний захист повинен виявляти їх і, залежно від ознак порушення, або вимикати обладнання, якщо виникла небезпека його пошкодження, або проводити автоматичні операції, потрібні для відновлення придатного стану мережі (наприклад, увімкнення після аварійного вимкнення з надією на самоусунення аварії, чи під'єднання резервного живлення), або здійснювати сигналізацію оперативним працівникам, які повинні вживати заходи для виправлення неполадок.
Релейний захист, є основним видом електричної автоматики, без якої неможлива задовільна робота енергосистем.

## Складові захисту
Системи релейного захисту, зазвичай, мають п'ять складників:

Схема трансформатора струму

- Трансформатори струму та напруги — для відповідного зниження високої напруги і струмів системи електроживлення, до зручних для реле рівнів;

- Пускові органи, безперервно відстежують стан і режим роботи захищеної ділянки кола, та реагують на виникнення коротких замикань і порушення нормальних умов роботи. Виконуються переважно, за допомогою реле струму, напруги, потужності та інше;

- Логічні елементи, які запускається пусковими органами, відстежують дії вимірювальних органів, та виконує передбачені дії (вимкнення вимикачів, запуск інших пристроїв, подавання сигналів тощо). Логічна частина складається, здебільшого, з реле часу, проміжних і вказівних реле чи мікропроцесорних пристроїв захисту.

- Комутаційні апарати — електричні роз'єднувачі, запобіжники або вимикачі, які використовуються для керування, захисту та відокремлення електрообладнання. Вимикачі можуть призначатись як для вимикання звичайного (робочого) струму навантаження, так і значних струмів пошкодження короткого замикання. Комутаційні апарати спрацьовують від команд реле чи людини;

- Батареї — для забезпечення живлення релейного захисту, під час зникнення / зниження напруги у системі;

- Лінії зв'язку — дозволяють визначати струм і напругу на віддалених ділянках ліній електропередавання та забезпечують швидкі дії з обладнанням на відстані.

На будь-якій ділянці мережі, можуть виникати збої, як от: пошкодження ізоляції, зіпсовані або впалі лінії електропередавання, неправильна робота вимикачів, короткі замикання і розімкнені кола. До збоїв в енергосистемі, можуть призводити хакерські кібератаки на електромережі. Пристрої захисту можуть встановлюватися задля збереження обладнання та забезпечення безперервного постачання електроенергії.

## Вимоги до захисту
Для налагодження пристроїв релейного захисту та нагляду за показниками їхнього налаштування, застосовуються мікропроцесорні пристрої перевірки РЗА.
Швидкодія
Швидке вимкнення несправного устаткування чи ділянки електричного кола, котре запобігає пошкодженню обладнання або зменшує його наслідки, дозволяє зберегти придатну роботу споживачів неушкодженої частини мережі, та не допускає порушень паралельної роботи генераторів.
Селективність (вибірковість)
Селективність — здатність релейного захисту виявляти місце пошкодження, та вимикати його лише найближчими до нього, вимикачами. Це дозволяє виокремити пошкоджену частину електричного кола, і не переривати задовільну роботу інших ділянок мережі.
Чутливість
Під чутливістю релейного захисту, мається на увазі, його здатність відповідати на можливі  найменші порушення у станах роботи системи електропостачання, коли зміна впливає на показники мережі малопомітно.
Надійність
Коли виникають несправності, пристрої захисту повинні працювати надійно, незалежно від того, що можливо до цього, вони простоювали місяцями або навіть роками. Захисту належить правильно і безвідмовно відповідати на усі пошкодження ділянок, котрі ним захищаються, та порушення звичайного режиму роботи, для дії за яких його призначено, і не діяти під час придатних умов мережі, а також за таких пошкоджень і порушень задовільного стану роботи, за яких дію даного захисту не передбачено, і тут повинен працювати інший захист. Ця вимога забезпечується досконалістю улаштування релейного захисту та будови пристроїв захисту, якістю складників, простотою виконання й рівнем обслуговування.
Економічність

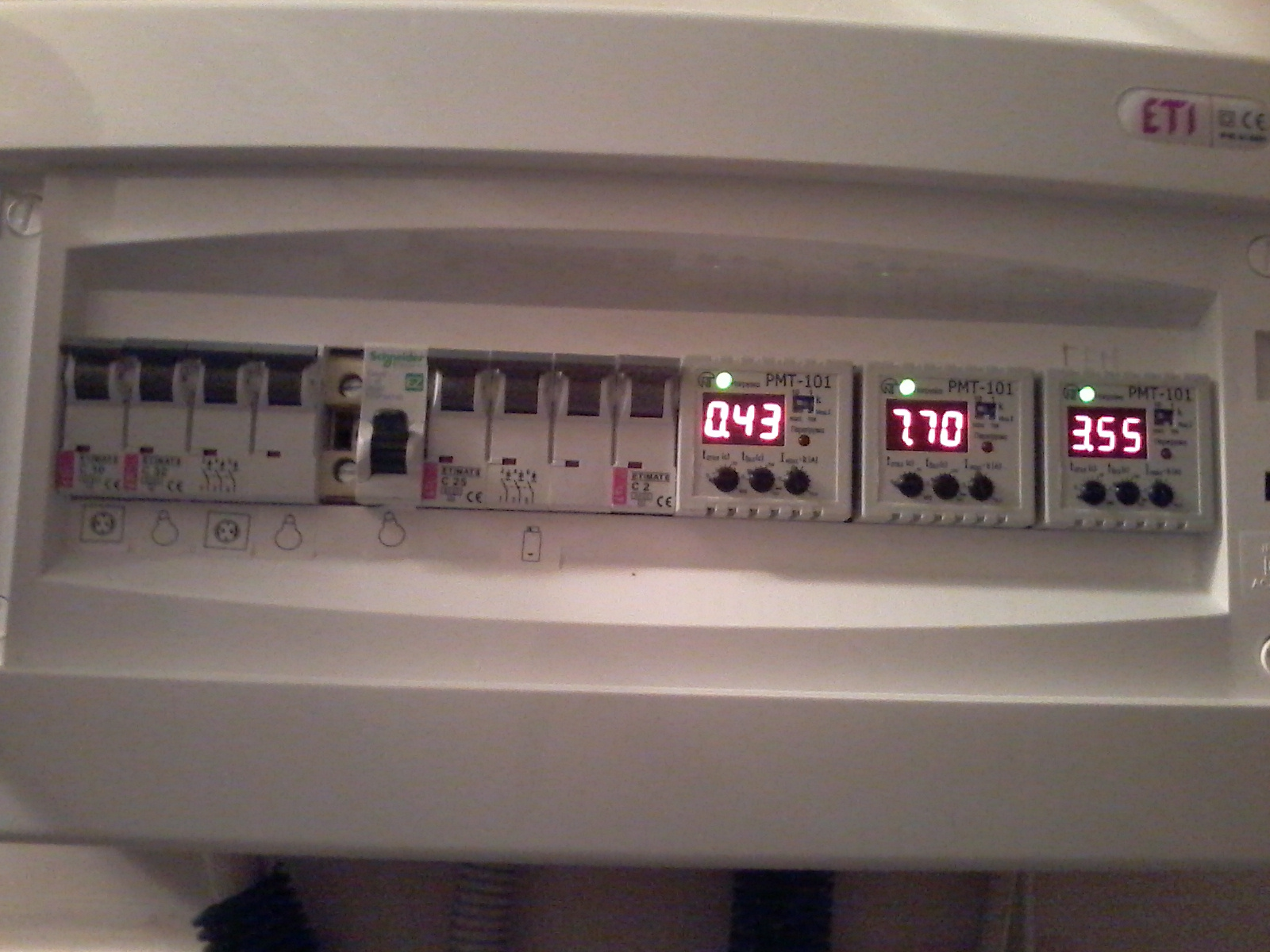
Релейний захист у побуті. Крізь тороїдальний трансформатор кожного реле максимального струму РМТ-101 (Одеса), проходить окрема фаза. У разі перевищення струму у лінії, установленого значення, з керованою витримкою часу, розмикається контакт реле і тимчасово вимикає, наприклад один ступінь потужного електрокотла - розвантажує мережу.

Пристрої мають забезпечувати найбільший захист за найменших витрат.
Простота
Пристрої повинні мати найпростіші захисні схеми та обладнання.

## Призначення захисту
Як видно з назви, електричний релейний захист захищає від електричних несправностей. Вони повинні бути чітко визначені, задля правильного застосування відповідного захисту. 
Можливими несправностями є:
- переміжна дуга;

- міжфазне коротке замикання;
- коротке замикання фаза - нуль;

- удар блискавки;
- механічне пошкодження;

- сплеск напруги;

- відмова вимикача;

- замикання на землю;

- теплове перевантаження;

- втрата синхронізації;

- значне зниження частоти.

Крім того, несправності, повинні бути розподілені відповідно до їх природи:
- побіжна: потрібно дуже короткочасне вимкнення мережі — наприклад,  розгойдування дротів під впливом вітру, різні предмети, що переносяться повітрям, мряка яка замерзає, дощ в забрудненій зоні, гілки дерев, близькі до ліній, тощо;

- постійна: вимагає втручання людини, для відновлення мережі — наприклад: розрив кабелю або його кріплення, і падіння на землю, впале на лінію дерево або будівельний кран, зловмисні дії, що призводить до загибелі, кібератаки на електромережі з боку груп хакерів-злочинців, тощо.

- самозгасна: поступово швидко зникає;

- напівпостійна: вимагає довготривалого вимкнення, порядку декількох десятків секунд, щоби поступово зникнути.

### Злагодженість релейного захисту

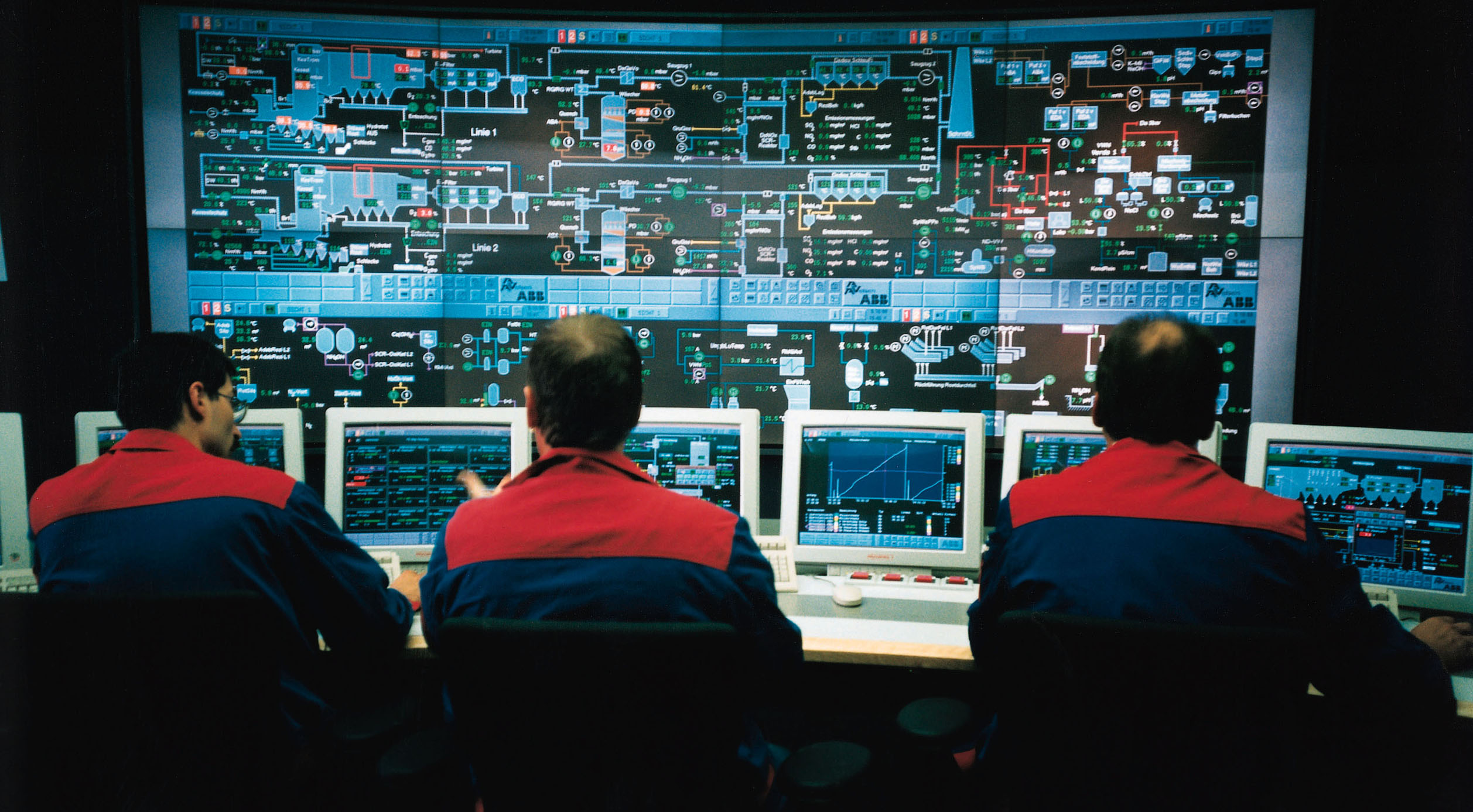
Диспетчерська електростанції в Німеччині

Злагодженість захисного пристрою — це процес визначення «найкращої відповідності» часу переривання струму, у разі виникнення хибних електричних умов. Мета полягає у тому, щоби якнайбільше зменшити перебої в електропостачанні. Сучасні способи захисту, зазвичай, підтримують докладне комп'ютерне дослідження і звітність.
Злагодженість релейного захисту, також, здійснюється шляхом розподілу енергосистеми на захисні зони. Якщо у певній ділянці виникла помилка, буде виконано потрібні дії для відокремлення цієї зони, від усієї системи. Визначені ділянки враховують: генератори, шини, трансформатори, лінії передачі та розподілу, а також двигуни. Крім того, зони мають наступні властивості: перекриття зон — межі накладених ділянок, позначають автоматичні вимикачі, отже щоби відокремити несправність, вимкнуться усі автоматичні вимикачі даної зони з пошкодженням. Ділянки з перекриттям створюються двома наборами вимірювальних трансформаторів і реле для кожного силового автоматичного вимикача. Вони призначені для резервування під час виокремлення незахищених ділянок; проте накладені області розроблено так, щоби вони були якомога менше, тобто, коли виникає помилка (збій) на ділянці перекриття і дві зони, які охоплюють несправність, відокремлено, частка енергосистеми, котру втрачено для роботи, як і раніше, залишається невеликою.

### Структура захисту
Для релейного захисту й автоматики (РЗА) підстанцій устаткування мереж високої напруги в ОЕС України традиційно існує поділ на два великі класи за рівнями напруги: 220—750 кВ і 110—150 кВ. Для прикладу, мережі напругою 110-150 кВ застосовуються, в основному як розподільні, а 220-750 - як система передачі електроенергії.
Для РЗА класу напруг 330-750 кВ характерне застосування двох комплектів основних захистів, використання вимикачів з пофазним приводом для забезпечення аварійного вимкнення та наступного увімкнення лише однієї пошкодженої фази ЛЕП, більш надійні схеми улаштування (два вимикачі на приєднання, полуторна схема тощо), потреба системи пожежогасіння та інше.

## Види захистів

### Захист від відмови вимикача
Захист від відмови вимикача (ЗВВ), також називається захистом резервування (ЗР) або захистом від перезавантаження / відновлення. Це потрібно у разі, коли пошкодження не може бути вимкнено на лінії, через те, що вимикач цієї лінії несправний. У такому випадку, використовуються вимикачі всіх інших ліній, які приєднано до однієї і тієї ж шини.
«Струм шукає шлях найменшого опору» — тому, якщо перемикач несправної лінії не вимикається, тоді струм тече з інших ліній, крізь шину до несправності. Залишається тільки вимкнути усі лінії, які можуть продовжувати подавати напругу до місця пошкодження. Завдання досить просте: приєднане реле захисту (будь-якого типу) виявляє помилку і дає команду ВИМК (вимкнення). Ця команда, відправляється на привод автоматичного вимикача (через проміжні реле, контактори). Разом з цією командою ВИМК, запускається, також реле часу, отже починається відлік заданої уставки затримки. Якщо автоматичний вимикач в порядку, він спрацьовує приблизно за 15 мс (після команди ВИМК — НЕ після миті порушення) → несправність вимкнено, захисне реле більше не вимірює помилку → сигнал ВИМК впроваджено.
Якщо автоматичний вимикач не спрацьовує, реле часу вимкнеться і замкне власний контакт по закінченню встановленого часу (приблизно 0,3 - 0,7 с). (Для цифрових захисних реле, ця затримка також, може бути встановлена внутрішньо, для відповідного двійкового виходу). Цей контакт видає сигнал ВИМК у коло — команда подається на всі автоматичні вимикачі, лінії яких, знаходяться на одній шині. 

### Захист силових трансформаторів
Для захисту силових трансформаторів, використовуються диференційні релейні схеми. У диференціальному захисті (ДЗ) 

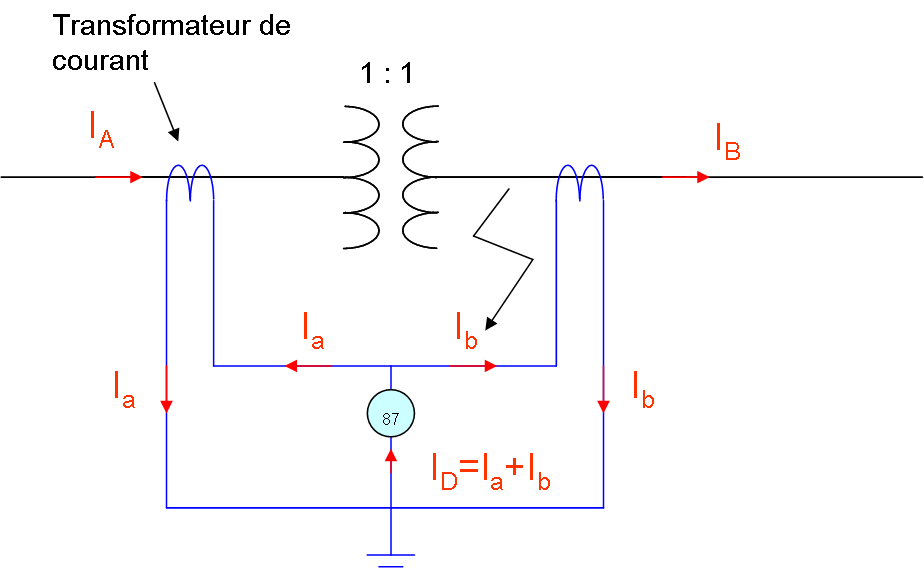
Схема диференціального захисту. У разі внутрішньої несправності, диференційний струм не дорівнює нулю.

трансформаторів, визначаються струми з боку високої й низької напруги, уточнюється їх різниця та застосовується перший закон Кірхгофа.
Диференціальний захист зазвичай, призначено для захисту від міжфазних замикань в обмотках трансформатора та на їх виводах, від замикань між витками однієї фази, а також, від замикань на корпус трансформатора. Але вважається, що основним захистом від замикань між витками однієї фази, є газовий захист —  Реле Бухгольца ("газове реле"), а ДЗ є допоміжним.

### Захист електродвигунів
Найпоширенішими електродвигунами, є трифазні асинхронні двигуни (вентиляція, насоси, верстати, тролейбуси, тепловози, електровози, електромобілі, тощо). Залежно від характеру можливих пошкоджень та ненормальних станів роботи, розрізняють декілька основних видів захисту асинхронних двигунів.
Захист від короткого замикання (к.з.), вимикає двигун у разі з'явлення в його силових колах або колах керування, струмів к.з. Здійснюється такий захист, за допомогою: запобіжників, електромагнітних реле, автоматичних вимикачів.
Захист від перевантаження, запобігає неприпустимому перегріванню електродвигуна та забезпечується за допомогою: теплових реле, автоматичних вимикачів з тепловим роз'єднувачем.
Захист від зниження або пропадання напруги (нульовий захист), виконується завдяки використанню: магнітних пускачів, контакторів або спеціальних реле напруги.
Сучасні електронні, універсальні блоки захисту електродвигунів УБЗ, які виробляються в Україні, забезпечують повний захист електродвигуна, разом з невпинним контролем опору ізоляції його обмотки.